# Cực bất khả tiếp cận

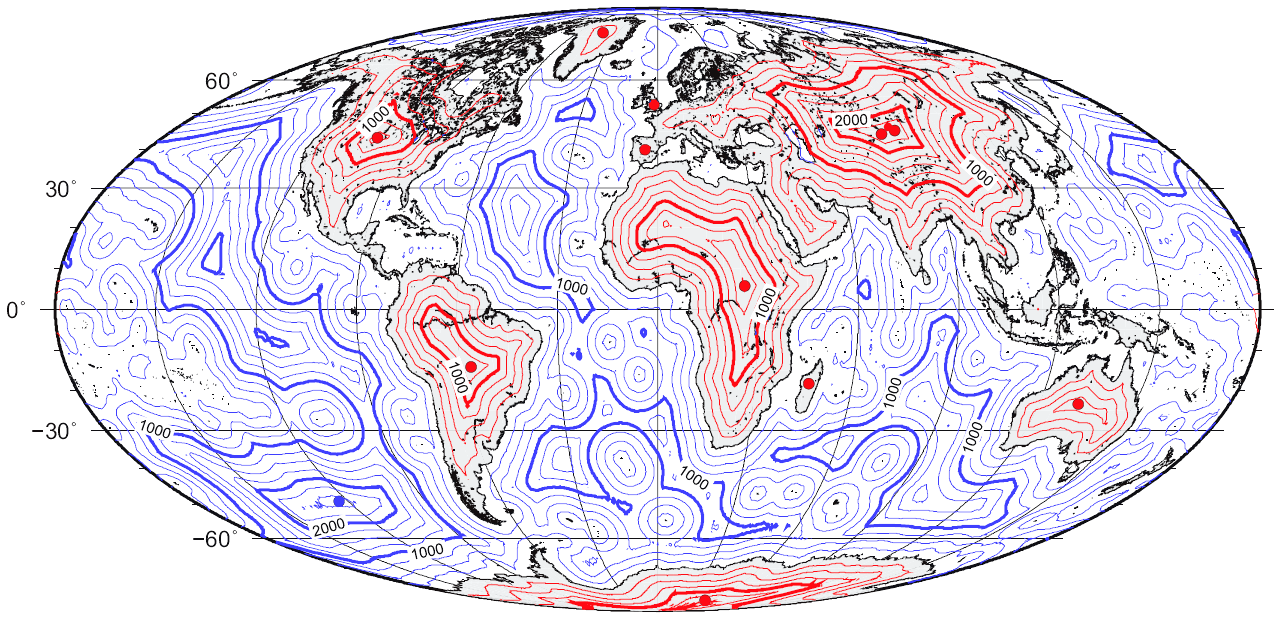
Bản đồ tô pô khoanh vùng các cực bất khả tiếp cận trên mặt đất

Các cực bất khả tiếp cận là các điểm nằm trên bề mặt Trái Đất với vị trí đặc biệt là rất khó chinh phục.
Các cực này vốn là một sự thách thức đối với các nhà thám hiểm, du hành. Cực bất khả tiếp cận hoàn toàn không phải là một hiện tượng tự nhiên gì cả, mà về mặt địa hình nó cũng chẳng có gì khác biệt. Đấy chỉ là một điểm địa lý, được xác định bằng toán học dựa theo tính chất cực trị, trên bề mặt Trái Đất, bao gồm các điểm khó tiếp cận nhất ở phương Bắc và phương Nam, trên lục địa và ngoài biển.

## Cực bất khả tiếp cận Bắc

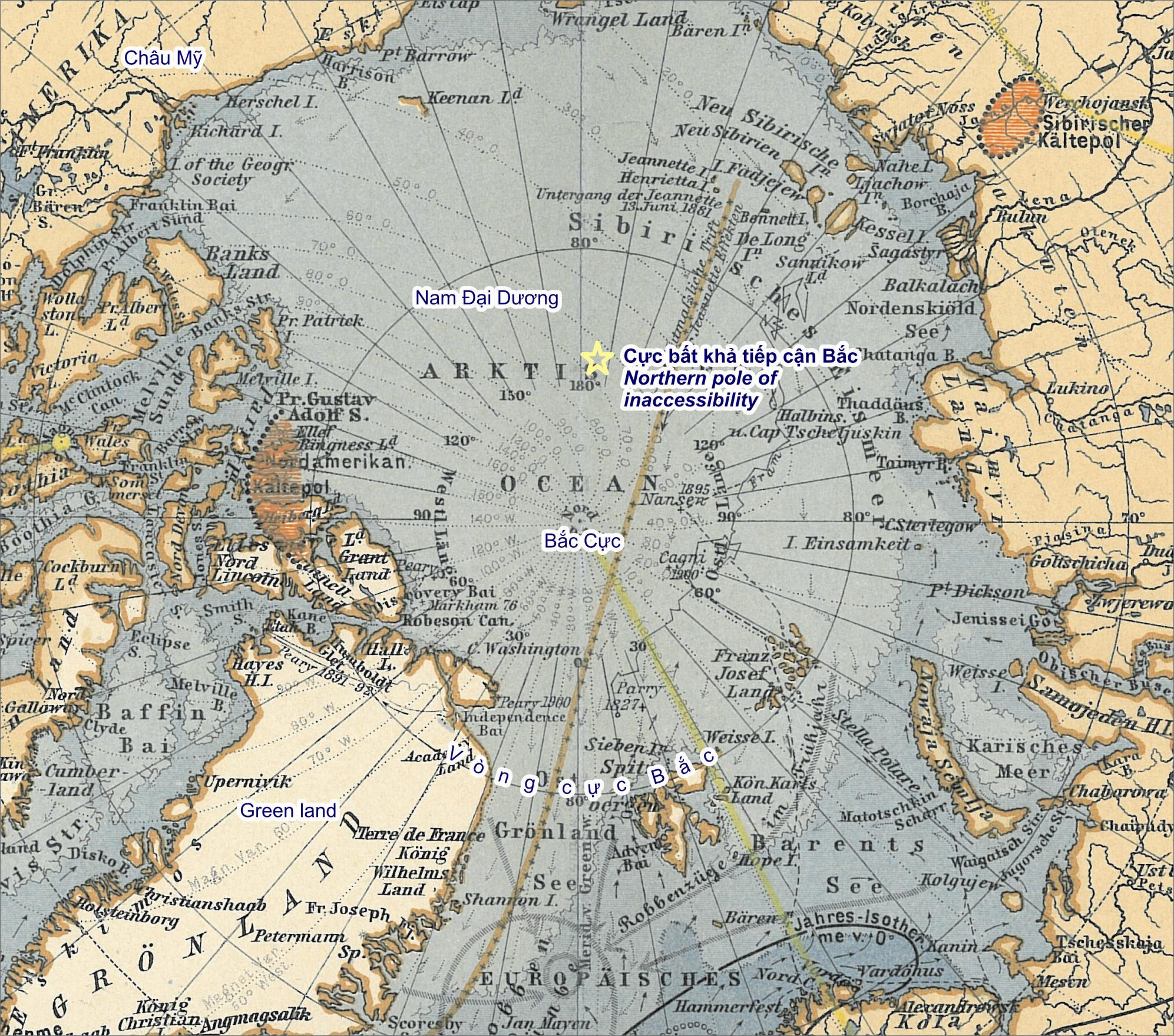
Bản đồ Cực bất khả tiếp cận Bắc tại Bắc Cực

- Cực bất khả tiếp cận Bắc:
1: Bắc Cực;
 2: Cực từ bắc;
 3: Cực địa từ bắc;
 4: Cực bất khả tiếp cận Bắc

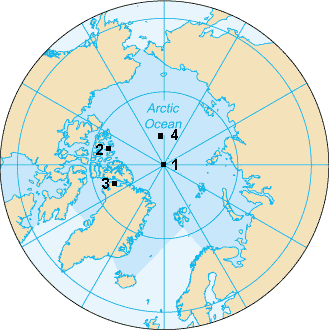
Cực bất khả tiếp cận Bắc: 1: Bắc Cực; 2: Cực từ bắc; 3: Cực địa từ bắc; 4: Cực bất khả tiếp cận Bắc
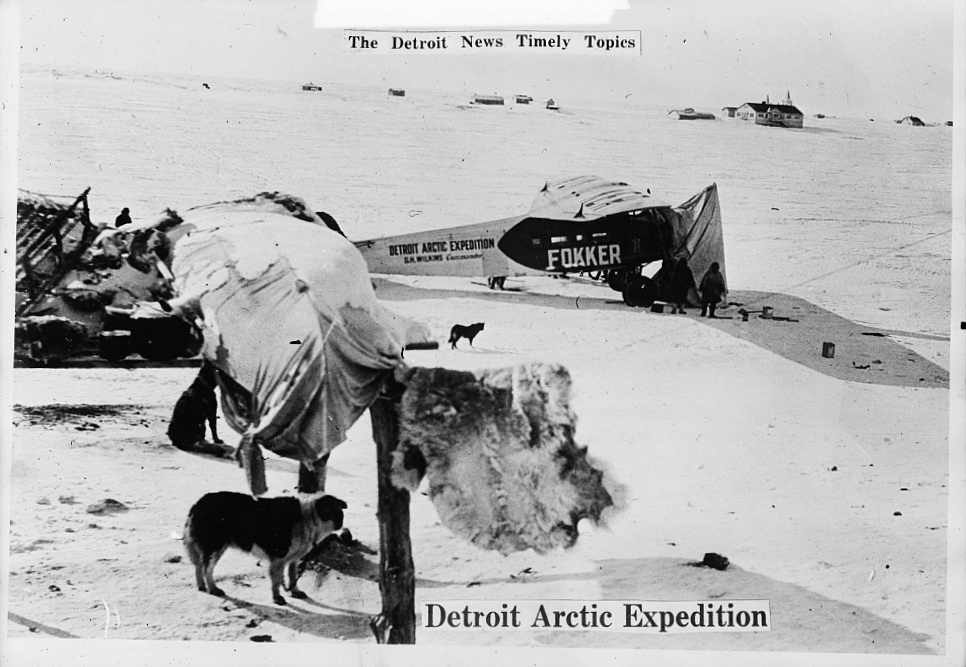
George Hubert Wilkins thám hiểm phương bắc năm 1926

Cực này là một điểm nằm trên biển Bắc Băng Dương cách xa nhất với bất kì các bờ biển phía bắc nào của đại lục Á-Âu cũng như của Bắc Mỹ. Tọa độ địa lý của điểm này là 84°03′B 174°51′T / 84,05°B 174,85°T, còn khoảng cách của nó tới các bờ biển là khoảng 1.100 km. Mặt biển ở đây bao phủ bởi một lớp băng mỏng (Drift ice).
Phi công người Úc Hubert Wilkins cùng với Carl Ben Eielson đã chinh phục cực bất khả tiếp cận Bắc lần đầu tiên vào ngày 15 tháng 4 năm 1928. Tên của George Hubert Wilkins hiện được đặt cho đường băng thương mại và duy nhất (tính đến 2008) tại châu Nam Cực.
Ba mươi năm sau, năm 1958 một con tàu phá băng của Liên Xô cũng đã tới đây.
Hiện chưa có công trình cố định nào được xây dựng để đánh dấu khu vực này.

## Cực bất khả tiếp cận Nam

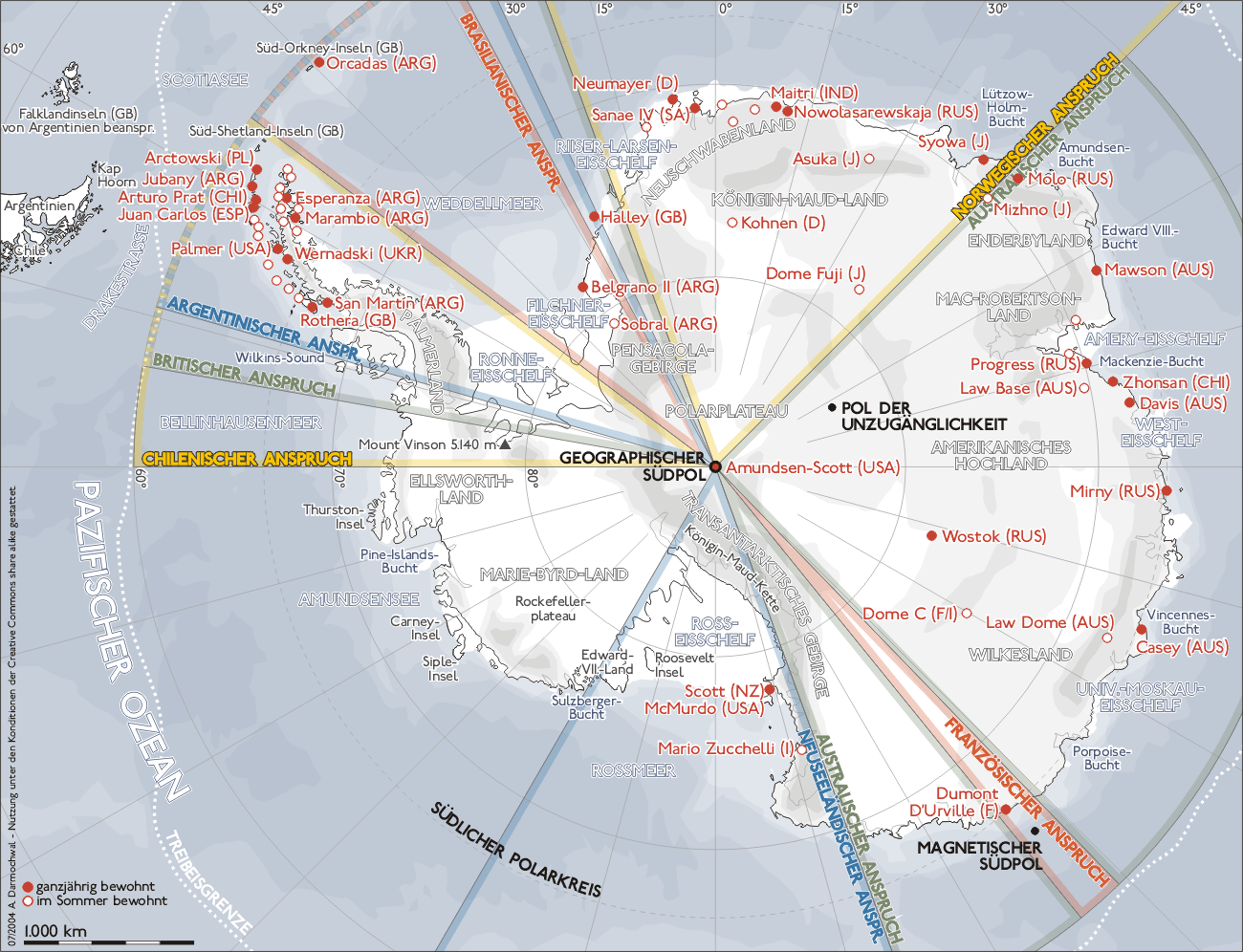
Cực bất khả tiếp cận Nam, có chú thích Pol der Unzuganglichkeit, trên bản đồ châu Nam Cực
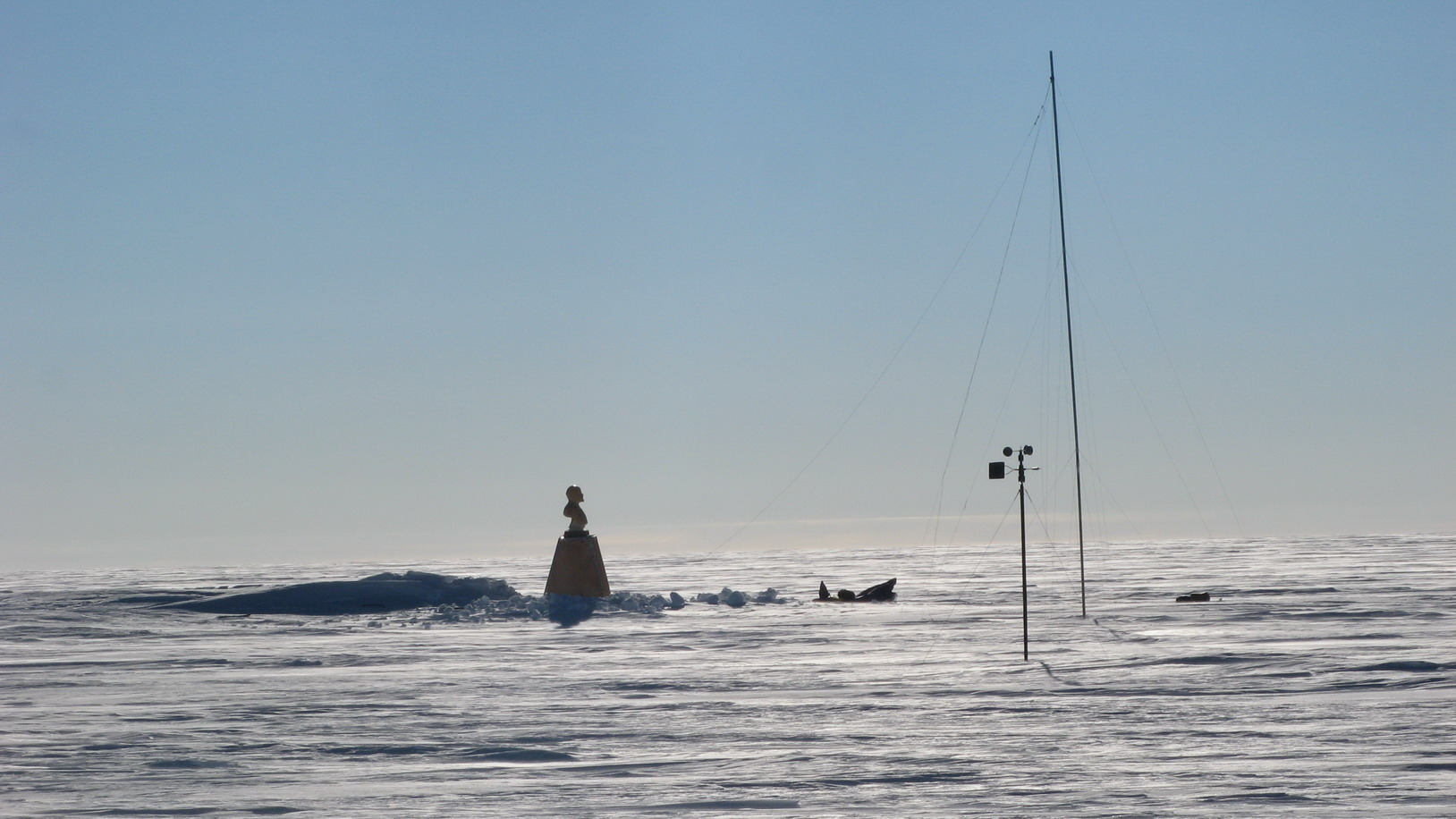
Trạm Sovetskaya tại cực bất khả tiếp cận Nam, chụp bởi nhóm Team N2i ngày 19 tháng 1 năm 2007

Cực bất khả tiếp cận Nam là một điểm thuộc châu Nam Cực, cách xa bờ biển (Nam Băng Dương) nhất – khoảng chừng 1.700 km. Tọa độ địa lý của nó là 85°50′N 65°47′Đ / 85,833°N 65,783°Đ.
- Một đoàn thám hiểm Liên Xô (đoàn thám hiểm phương nam thứ ba) do Yevgeny Ivanovich Tolstikov dẫn đầu đã chinh phục cực bất khả tiếp cận Nam lần đầu tiên vào năm 1957 và họ đã thành lập trạm Nam cực mang tên Sovetskaya (Советская (антарктическая станция)), đã được sử dụng vào mùa hè năm 1957-1958.
- 14 tháng 12 năm 2005, Ramón Larramendi, Juan Manuel Viu và Ignacio Oficialdegui trong đoàn thám hiểm Tây Ban Nha đã đến gần điểm bất khả tiếp cận Nam, tại tọa độ 83°50′37″N 65°43′30″Đ / 83,84361°N 65,725°Đ.
- 4 tháng 12 năm 2006, đoàn của Team N2i cũng đã đến đây

## Cực bất khả tiếp cận đại dương

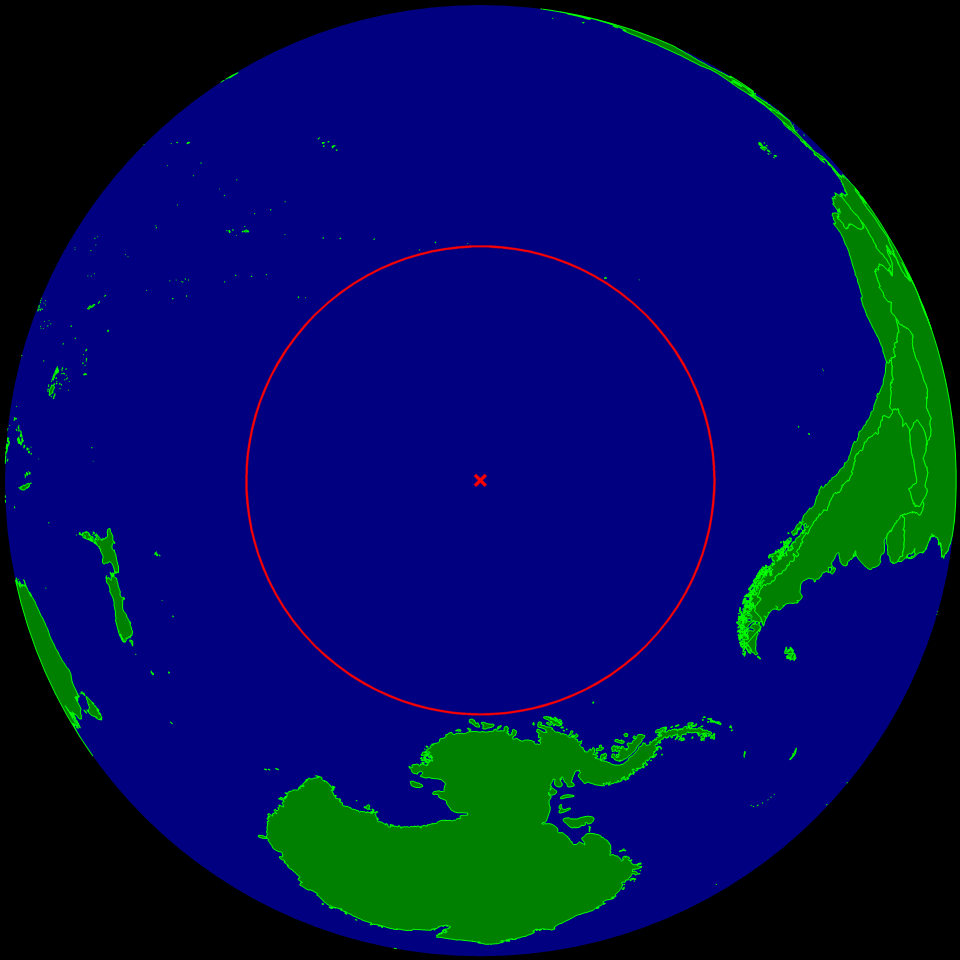
Tọa độ điểm Nemo

Cực bất khả tiếp cận đại dương có toạ độ 48°52.6′ Nam, 123°23.6′ Tây (48°52.6′N 123°23.6′T / 48,8767°N 123,3933°T), còn được gọi là Điểm Nemo (đặt theo tên thuyền trưởng Nemo, một nhân vật trong tiểu thuyết Hai vạn dặm dưới biển của Jules Verne), là điểm nằm trên đại dương xa đất liền nhất. Nó nằm trên biển Nam Thái Bình Dương, cách điểm đất liền gần nhất là 2688 km. Nó giáp với đảo Ducie (một phần của đảo Pitcairn) về phía Bắc, Moto Nui (là một phần của đảo Phục Sinh) về phía đông bắc và đảo Mahae (gần đảo Siple, bờ biển Marie Byrd Land) về phía nam. Xa hơn về phía tây giáp với đảo Chatham và phía đông giáp với bờ biển Chile.
Wiki hiện chưa có hình ảnh cụ thể về điểm Nemo này, nhưng có thể hình dung qua vùng phụ cận và tọa độ của nó:

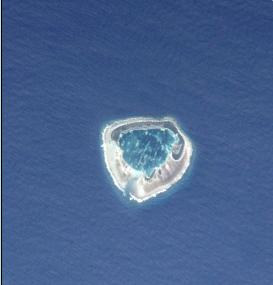
Đảo Ducia
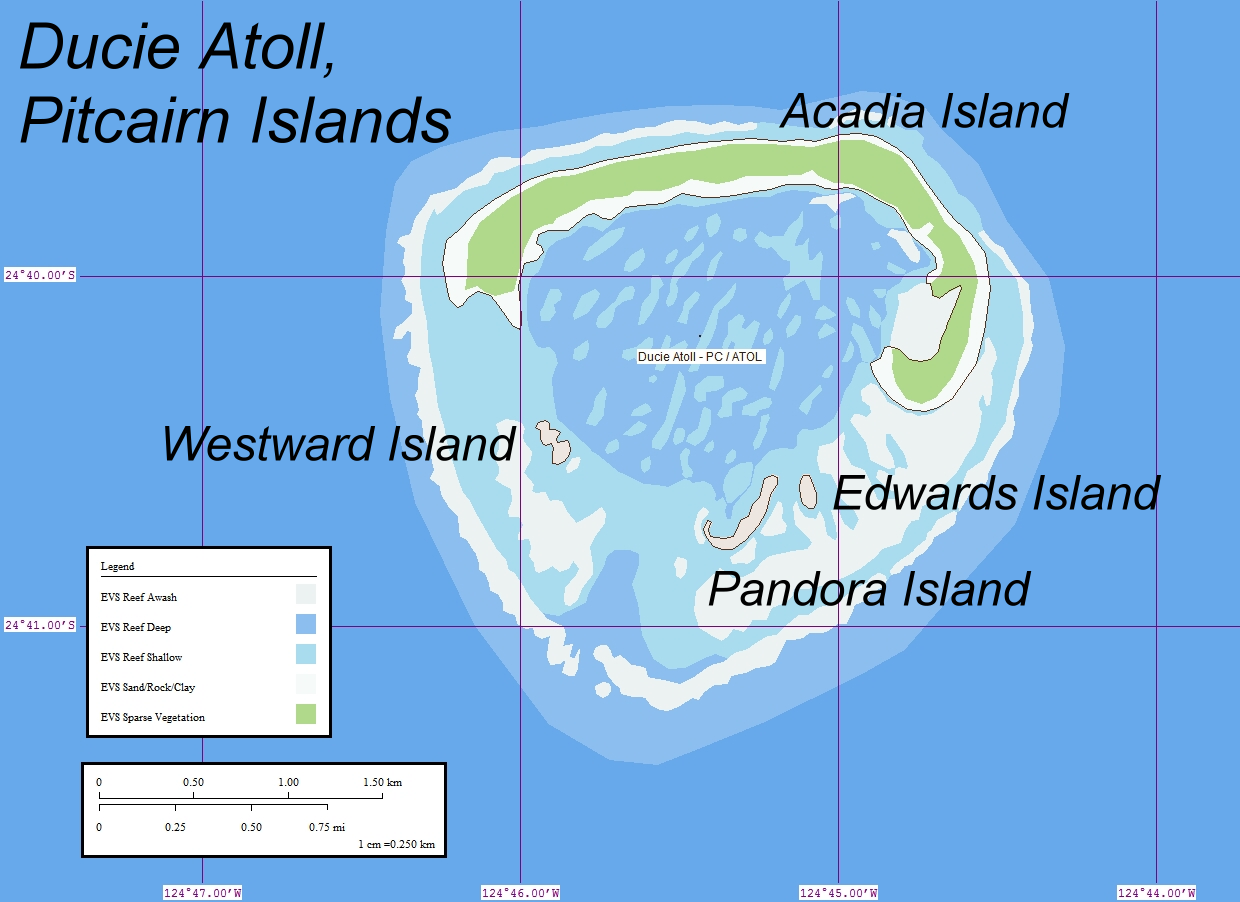
Đảo Ducia
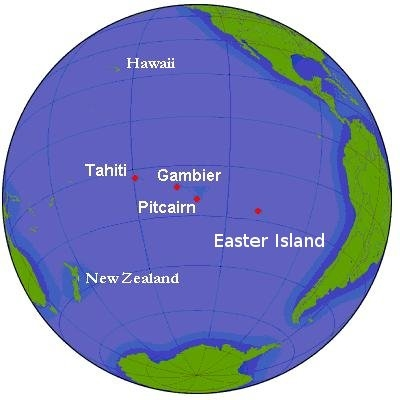
Đảo Pitcairn

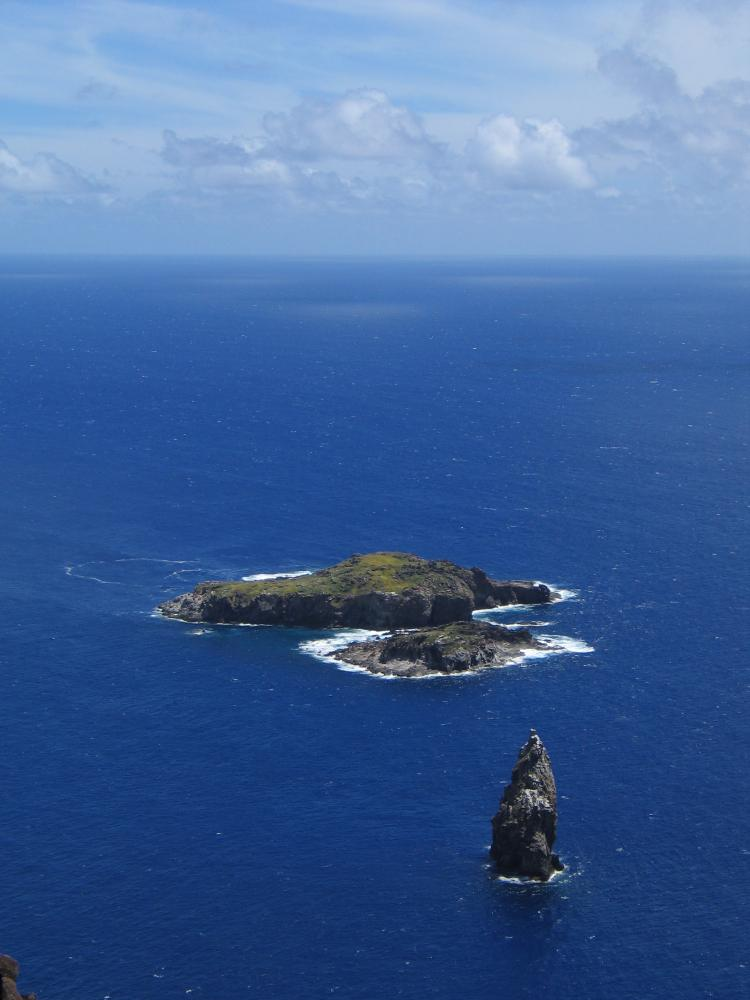
Núi Motu
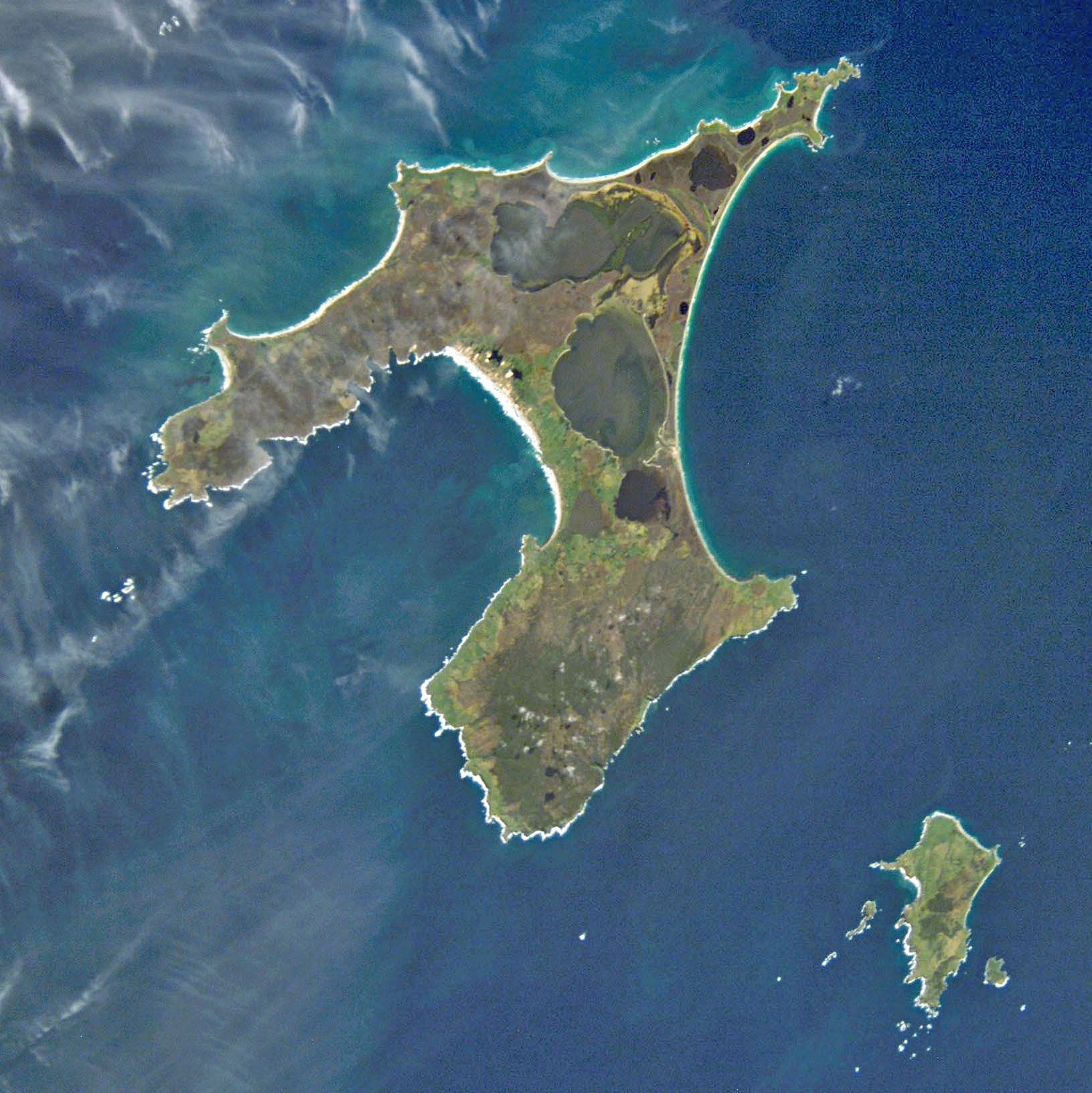
Đảo Chatham

Khu vực này còn được biết đến dưới cái tên "Nghĩa địa của tàu vũ trụ" (tiếng Anh: Spacecraft Cemetery) do đây là nơi mà các vệ tinh, trạm vũ trụ không còn hoạt động được nữa sẽ rơi xuống khu vực này để tránh gây nguy hiểm cho người và các sinh vật khác.
Ngoài điểm khó tiếp cận chung này ra, mỗi đại dương có thể tính ra điểm khó tiếp cận nhất riêng của nó:
- Điểm khó tiếp cận nhất trên Đại Tây Dương:
- Điểm khó tiếp cận nhất trên Ấn Độ Dương:
- Điểm khó tiếp cận nhất trên Nam Đại Dương: là điểm bất khả tiếp cận Nam
- Điểm khó tiếp cận nhất trên Bắc Băng Dương: là điểm bất khả tiếp cận Bắc

## Cực bất khả tiếp cận lục địa

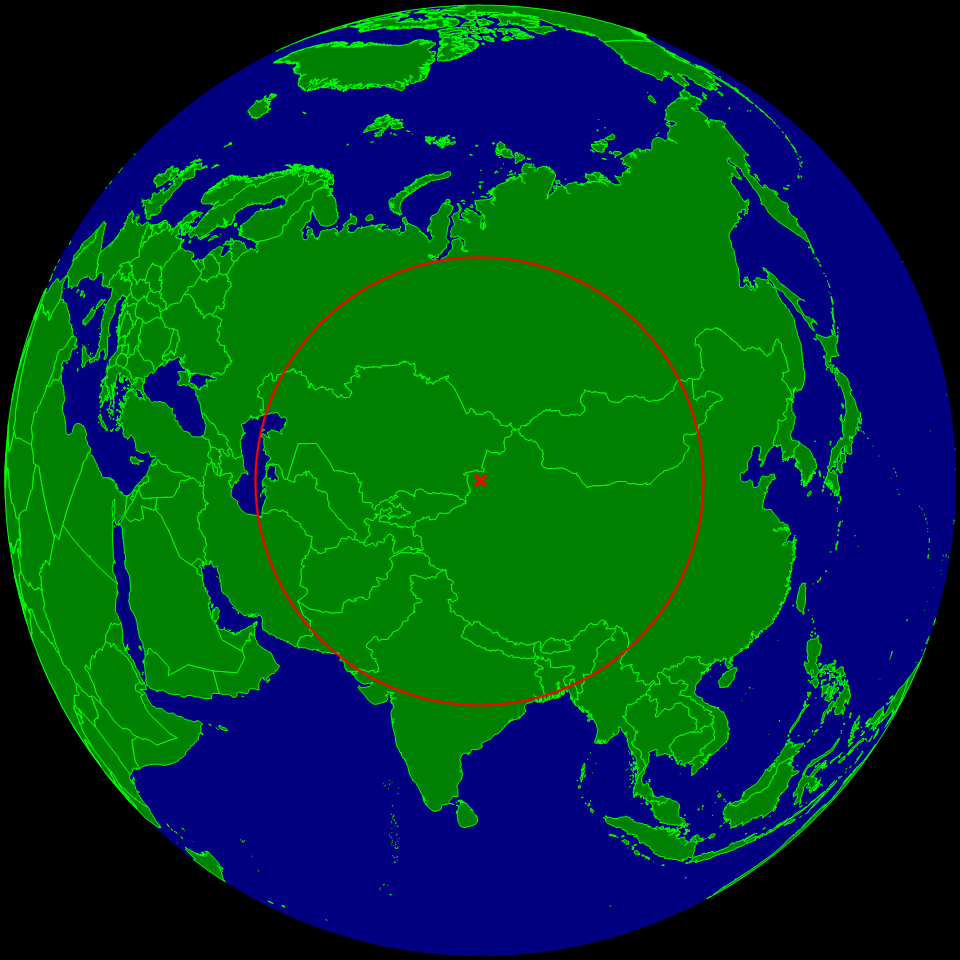
Tọa độ điểm bất khả tiếp cận lục địa

Cực bất khả tiếp cận lục địa là điểm trên đất liền nằm cách xa các bờ biển nhất, thuộc lục địa Á-Âu, có tọa độ 46°17′B 86°40′Đ / 46,283°B 86,667°Đ, trên miền Bắc Trung Quốc và cách bờ biển gần nhất 2.645 km, cách thành phố Ürümqi 320 km, thuộc khu tự trị Tân Cương, có điểm định cư gần nhất là Hoxtolgay 30 dặm về phía tây nam, Xazgat 13 dặm về phía tây, Suluk 7 dặm về phía đông.

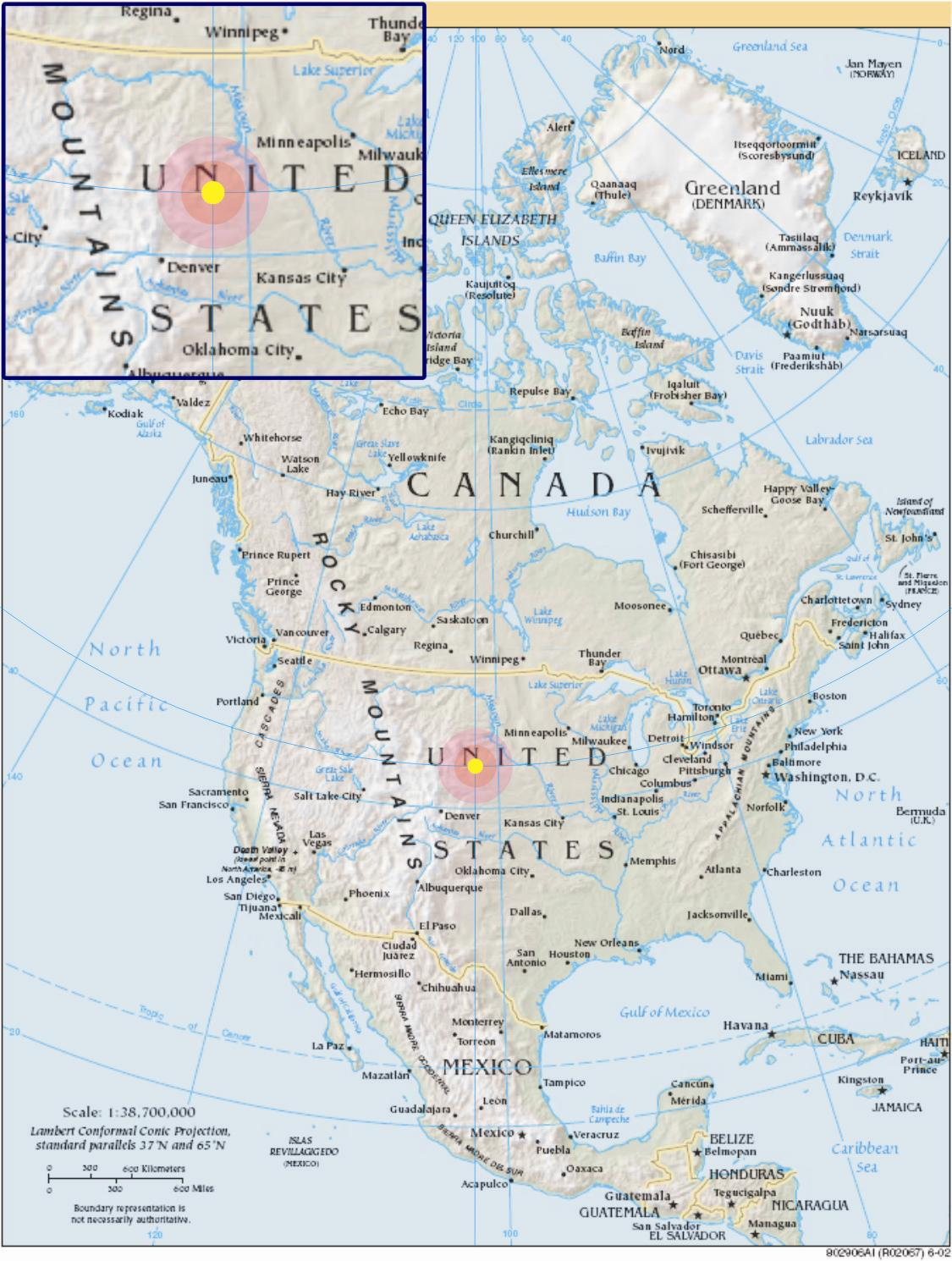
Cực bất khả tiếp cận lục địa của Bắc Mỹ
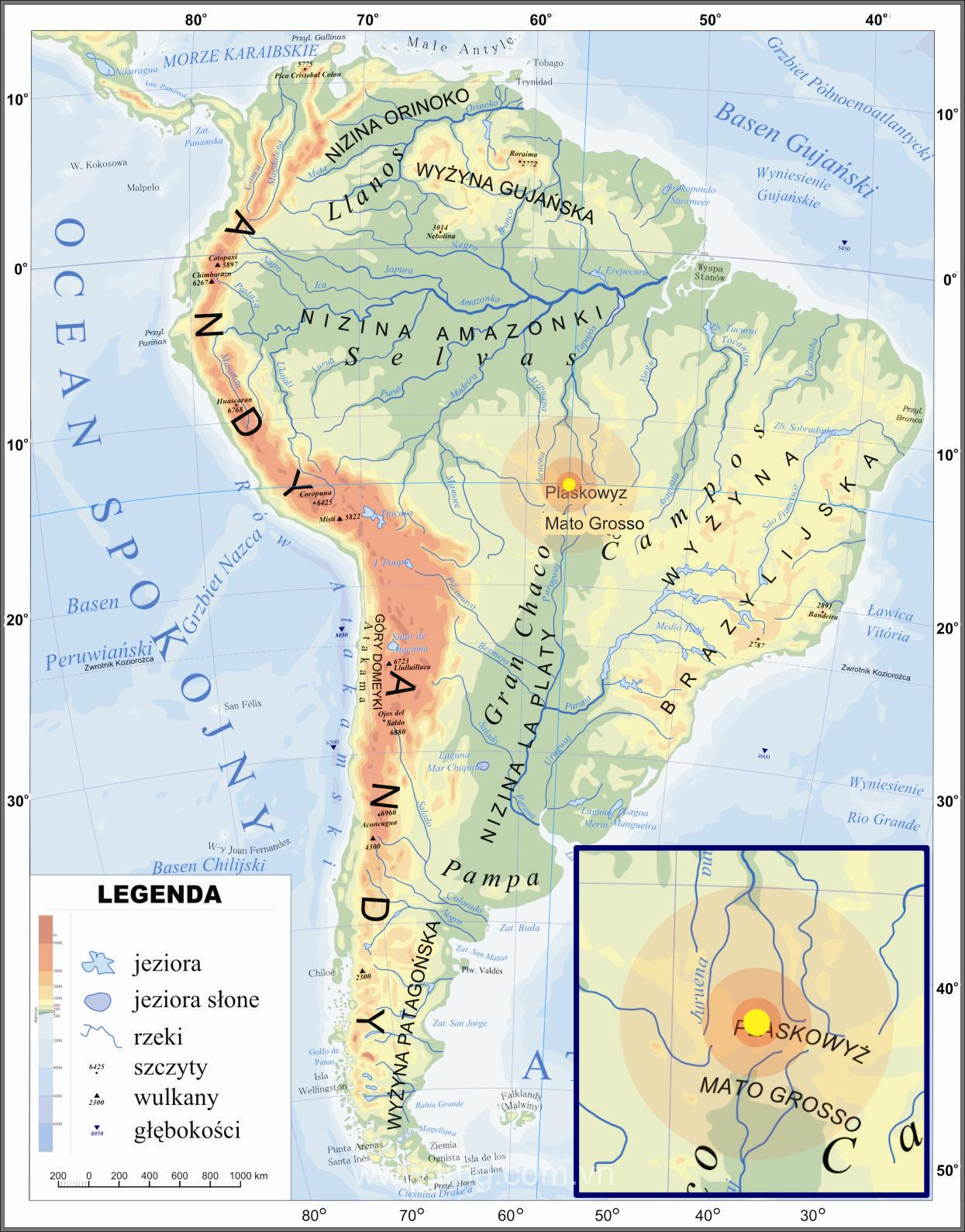
Cực bất khả tiếp cận lục địa của Nam Mỹ

Ngoài ra, mỗi châu lục lại có một điểm bất khả tiếp cận lục địa riêng:
- Cực bất khả tiếp cận lục địa của Bắc Mỹ là 43°16′B 101°58′T / 43,26°B 101,97°T, thuộc về tây nam của Nam Dakota, cách bờ biển gần nhất 1.650 km.
- Cực bất khả tiếp cận lục địa của Nam Mỹ là 14°03′N 56°51′T / 14,05°N 56,85°T, nằm trên lưu vực sông Amazon, thuộc đất Brasil
- Cực bất khả tiếp cận lục địa của châu Úc nằm tại 23°10′N 132°16′Đ / 23,17°N 132,27°Đ, cách bờ biển gần nhất 920 km, thị trấn gần nhất là Haasts Bluff, lãnh thổ Bắc Úc 56 km về phía tây bắc
- Cực bất khả tiếp cận lục địa của châu Phi là 5°30′N 26°10′Đ / 5,5°N 26,17°Đ cách bờ biển 1814 km, tại điểm gặp nhau của biên giới Cộng hoà Trung Phi, Sudan và Cộng hòa Dân chủ Congo